# ラブセレブ
『ラブセレブ』は、新條まゆによる日本の漫画作品。『少女コミック』（小学館）にて2004年から2006年まで連載された。単行本は同社のフラワーコミックスより全7巻。2005年にはドラマCD化された。

## あらすじ
中園キララは、女子高生アイドルだが全く売れず、トップアイドルを夢見ている日々を送っていた。
そんなある日、仕事を取る為にマネージャー・花巻遼太郎に騙されて、業界コンパに行く破目になる。そこで、男に絡まれて必死に抵抗するキララだったが、通りかかった銀髪の美男子に助けられる。だが、その男は、祖父が総理大臣、父親が財界のドンという、権力者・藤原銀蔵だった！
銀蔵に気に入られたアイドルは必ず売れるという噂があり、キララは一夜にしてトップアイドルとなったのだが…。

## 登場人物
声はドラマCD版より

### 主要人物
中園キララ（なかぞの -）
声 - 新谷良子
本作の主人公。ちょい役や汚れ役もこなす女子高生アイドルだが、全く売れず、トップアイドルを夢見る日々を送っている。16歳。処女。仕事を取る為にマネージャー・花巻に騙され、業界コンパへ行かされた時に出会った銀蔵に気に入られ、一躍トップアイドルになる。当初は、銀蔵に不信感を募らせていたが、次第に惹かれていく。明るく直向きな性格。純情だが、感じやすい天然エッチで銀蔵を始め男性達を惹きつけてしまう。実は、デビューする12歳までの記憶がない。 物語開始時は、芸能科の学校に通っていたが、後に藤原学園に転校する。
最終回後は銀蔵と結婚した様で、『快感フレーズ』の原作から20年後を描いた、GREE版ゲーム『快感フレーズ Next』および、アプリゲーム『快感フレーズ CLIMAX-NEXT GENERATION-』には銀蔵との間に生まれた息子・ヒカルと娘・カノンが登場している。
藤原銀蔵（ふじわら ぎんぞう）
声 - 関智一
次期首相の座を約束された日本一の権力者。通称：銀（本名：銀蔵と呼ぶのはタブーらしい）。総理大臣の祖父と、「財界のドン」と呼ばれる父親を持つ。美しい銀髪が特徴の美男子。処女キラーで手が早く、彼が気に入ったアイドルは銀蔵の権力により必ず売れるが、飽きるのも早い。業界コンパで出会ったキララを気に入り、一夜にして彼女をトップアイドルにするが、彼女のことは当初遊びでしかなかった。しかし、次第に本気でキララに惹かれていき、嫉妬心や独占欲の強さが徐々に露になる。王様気質でかなり強引、思い込みが激しく世間知らずだが、うさぎが好きだったり苺が好物だったりと、時折可愛い面も見せる。花巻には、不快がられている。
ちなみに、『快感フレーズ』のGREE版ゲーム、『快感フレーズ Next』およびアプリゲーム『快感フレーズ CLIMAX-NEXT GENERATION-』では、彼も登場している。また、彼の息子・ヒカルも主要人物（攻略対象）として登場しており、彼の母親はキララである。ヒカルによると、銀蔵とキララは今でも子供達を置いて一緒にバカンスに行くほど仲が良い模様。
花巻遼太郎（はなまき りょうたろう）
声 - 置鮎龍太郎
キララのマネージャー。売れないキララが仕事を取る為に、彼女を騙して業界コンパに行かせた張本人（事務所が業績悪化で苦しい為にキララの事実上の保証人である）。有能だが、強引でキララをトップアイドルにする為には手段を選ばない。当初はキララに銀蔵とのセックスを強要していたが、彼の本性を知ってからは、キララが捨てられることを恐れ、神出鬼没で現れては銀蔵とのセックスを阻止する。キララに対して厳しい態度を取るが、思いやりは深く、自身の生き別れた幼い娘の写真やデビューした時のキララの写真を所持している。
『快感フレーズ』の20年後を描いたアプリゲーム『快感フレーズ CLIMAX-NEXT GENERATION-』では、銀蔵の依頼を受け、銀蔵とキララの息子、ヒカルが所属するアイドルグループ「F★light」のマネージャーを務める。

### その他の登場人物
大河内咲也（おおこうち さくや）
声 - 松風雅也
前作『快感フレーズ』に登場した人物。大人気ロックバンド・Λucifer（リュシフェル）のボーカリスト。本作では、銀蔵の知り合いの音楽プロデューサーとして登場し、キララに曲を提供した。幼少時、実母のパトロンであったホテルのオーナーとその妻に引き取られ育てられるが、そのホテルが銀蔵の会社の系列であった。咲也にとって銀蔵は可愛い弟分であり、ピアノを教えていた。
本編終了後の特別読みきり『ラブセレブ featuring 快感フレーズ キングエゴイスト』では妻の愛音と息子の詩音とともに登場。キララと銀蔵が咲也の邸宅を訪れ、二人が帰る時に愛音が第二子を妊娠していることが発覚する。
白金公樹（しろがね まさき）
声 - 山口勝平
出演するドラマが必ず高視聴率になることから、「高視聴率男」と呼ばれている人気俳優。キララが主演を務める事になったドラマで彼女の相手役として共演する事になるが、本気で彼女に惹かれてしまう。実はサディスト。ドラマCD版では2より登場。
犬塚涼平（いぬづか りょうへい）
犬塚カンパニーの取締役。銀蔵を敵対視しており、自身の策略で藤原家の全財産を奪い、キララと強引に婚約しようとしたが、銀蔵と銀クラスの面々によって、失敗に終わる。
藤原金蔵（ふじわら きんぞう）
銀蔵の兄。優しい性格だが、騙されやすい。
銀蔵の父
銀蔵と金蔵の父親。藤原グループ総裁。「財界のドン」と呼ばれている。
神宮誠実（じんぐう せいじ）
有名政治家の二世議員。長い黒髪が特徴。若くして有能だが、目的の為なら女性を利用することすら厭わない。銀蔵が政治家の修業をする一環として、彼を秘書として受け入れるが、銀蔵を同族嫌悪して、ある策謀を仕向ける。

### 銀クラス
銀蔵が通う藤原学園の生徒の中でもトップの者だけ入ることが許される、銀蔵の為のスペシャリスト集団。このクラスに在籍する者は、将来銀蔵をサポートする事になる。
後にキララも銀クラスの恋人･No.1として、このクラスの一員となる。
白鳥渚（しらとり なぎさ）
銀クラスの友達・No.1。銀蔵の幼馴染。少女の様な外見とは裏腹に、銀蔵に鋭いツッコミを入れる事が出来る唯一の存在。
館林修一郎（たてばやし しゅういちろう）
銀クラスの秘書・No.1。将来は、銀蔵の秘書になるべく、高校生にして銀蔵の祖父・巨泉の秘書として働いている。
豪道力（ごうどう りき）
銀クラスのボディーガード・No.1。将来は、銀蔵のボディーガードになる為、普段はアメリカ大統領等のVIPのボディーガードをして修行をしている。
ウィリアム・ジョーダン
銀クラスの運転手・No.1。将来は、銀蔵が乗る全ての乗物を運転する事になっている。普段は、F-1に参戦しており、世界最速の名を馳せている。
花山院是親（かざんいん これちか）
銀クラスの夜遊び・No.1。夜遊びに精通している。銀蔵に夜遊びを教えた為に、彼が相当エロくなってしまったらしい。
清華亜由（せいけ あゆ）
銀クラスの機械技術No.1。目標は、銀蔵の役に立つロボットを作る事で、既に様々な道具を発明している。目元が髪で隠れている。

## 書誌情報
新條まゆ 『ラブセレブ』 小学館〈フラワーコミックス〉
- 2004年9月発行 ISBN 4-09-138483-8 (ISBN 978-4-09-138483-6)
- 2004年12月発行 ISBN 4-09-138484-6 (ISBN 978-4-09-138484-3)
- 2005年3月発行 ISBN 4-09-138485-4 (ISBN 978-4-09-138485-0)
- 2005年6月発行 ISBN 4-09-138487-0 (ISBN 978-4-09-138487-4)
- 2005年8月発行 ISBN 4-09-138488-9 (ISBN 978-4-09-138488-1)
- 2005年12月発行 ISBN 4-09-138489-7 (ISBN 978-4-09-138489-8)
- 2006年3月発行 ISBN 4-09-130367-6 (ISBN 978-4-09-130367-7)

## ドラマCD
- ラブセレブ
- ラブセレブ2
- ラブセレブ3